# Bersone
Bersone é uma comuna italiana da região do Trentino-Alto Ádige, província de Trento, com cerca de 295 habitantes. Estende-se por uma área de 9 km², tendo uma densidade populacional de 33 hab/km². Faz fronteira com Daone, Praso, Pieve di Bono, Prezzo, Castel Condino.